# Prison Fellowship International
Prison Fellowship International (ou Fraternité internationale des prisons, en français) est une ONG  humanitaire internationale de courant chrétien évangélique qui offre des groupes d’études bibliques en prison, des programmes de parrainage d'enfants pour les enfants de prisonniers et des programmes de réinsertion. Son siège est situé à Washington D.C, États-Unis et son président est Andy Corley.  

## Histoire
L'organisation a ses origines dans l'organisation Prison Fellowship qui a pour but de soutenir les prisonniers, fondée en 1976 par Charles W. Colson, un ancien politicien emprisonné en raison de son implication dans l’affaire du Watergate,.  En novembre 1978, une réunion a lieu en Grande-Bretagne pour la formation d’une antenne britannique et pour donner une dimension internationale à l’organisation. Prison Fellowship International est ainsi officiellement fondé en 1979,. En 2003, aux États-Unis, Prison Fellowship Ministries utilise les services de 50 000 bénévoles. Plus de 4 millions d'enfants de prisonniers ont reçu des cadeaux de Noël et du matériel d'évangélisation. En 2012, l’ONG travaille dans 110 pays. En 2022, l’ONG travaille dans 112 pays.

## Programmes
Pour les prisonniers, des groupes d’études bibliques sont offerts. Pour les enfants de prisonniers, il y a des programmes de parrainage d'enfants qui offrent du support au niveau de l’éducation et de la santé. Pour la réinsertion des prisonniers, des programmes de justice réparatrice sont disponibles .

## Critiques
En 2003, le programme InnerChange Freedom Initiative (en) a été critiqué par des journalistes pour ses leçons de créationnisme et de thérapie de conversion homosexuelle. Le programme a été fermé en 2016.
En 2003, des détenus musulmans d'une prison de Ellsworth (Maine) se sont plaints d'avoir été discriminés et ont fait l'objet de craintes liées au terrorisme islamiste, après l’arrivée d'InnerChange, filiale de Prison Fellowship International. Les activités de Prison Fellowship International ont été également critiquées au nom du principe de la séparation de l’Église et de l'État.